# Bahía de Aguasán
Bahía de Aguasán (Awasan Bay) es un brazo del mar situado en el este de Filipinas entre la costa de la provincia de Surigao del Norte y las islas adyacentes situadas al nordeste de la isla de Mindanao. Separa las provincias de Islas de Dinagat, al norte, de la de Surigao del Norte, al sur.

## Geografía
Varias islas rodean esta bahía que partiendo del estrecho de Surigao, al oeste, conecta al este con el Seno de Dinagat a través del canal de Gaboc.
Al norte cierra la bahía la isla de Sibanac, continuando, de este a oeste, las de Capaquián, de Dinagat y los islotes de Sugbuhán y de Tagboabo donde comienza el canal de Gaboc. Continúan, esta vez de este a oeste la isla de Aguasán, que le da nombre, y las de Sibale, de Hanigad, de Hikdop, de Danaguán y de Sumilon.